# Коукал малий
Коука́л малий (Centropus bengalensis) — вид зозулеподібних птахів родини зозулевих (Cuculidae). Мешкає в Південній і Південно-Східній Азії.

## Опис

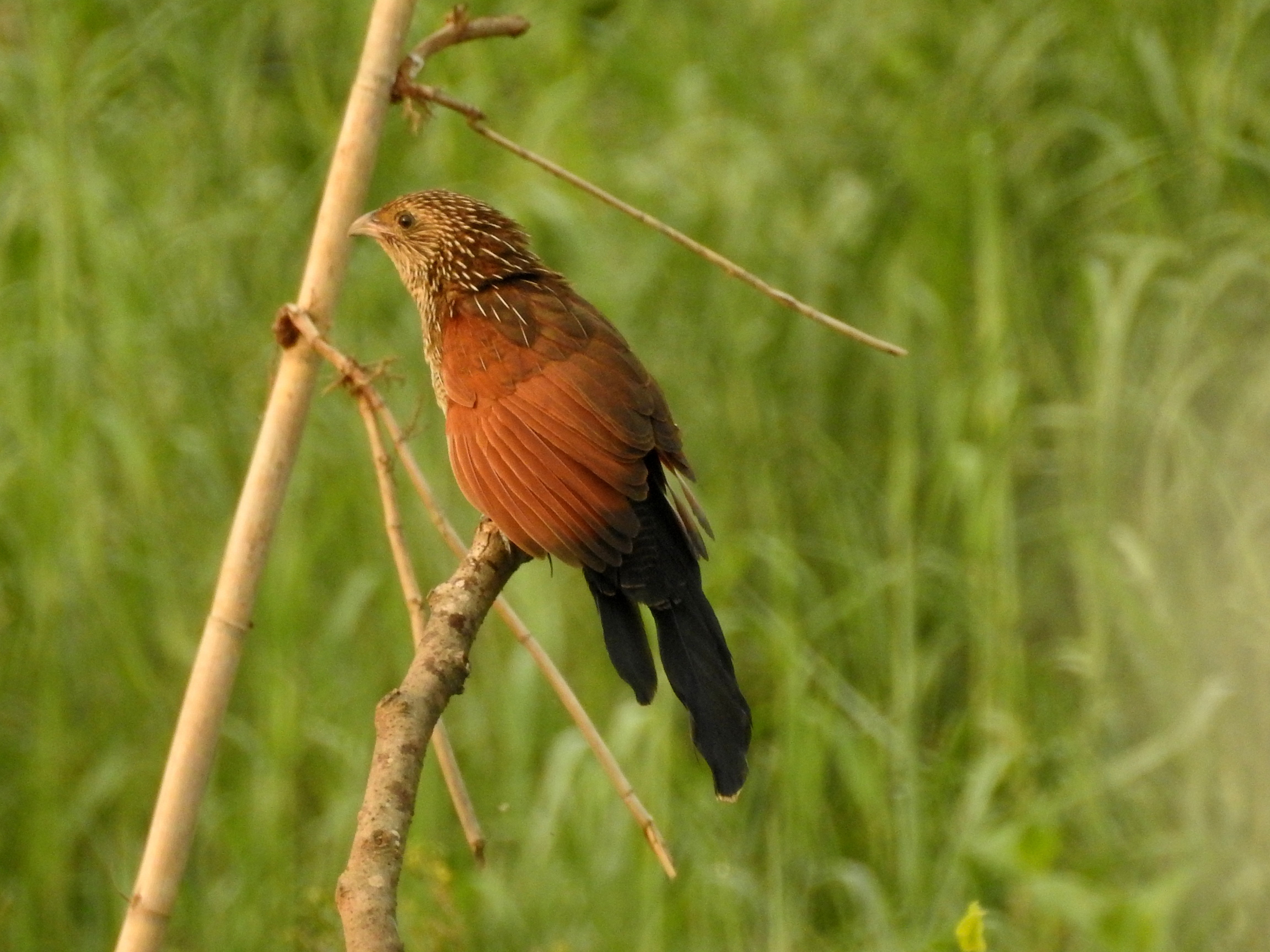
Малий коукал під час негніздового періоду

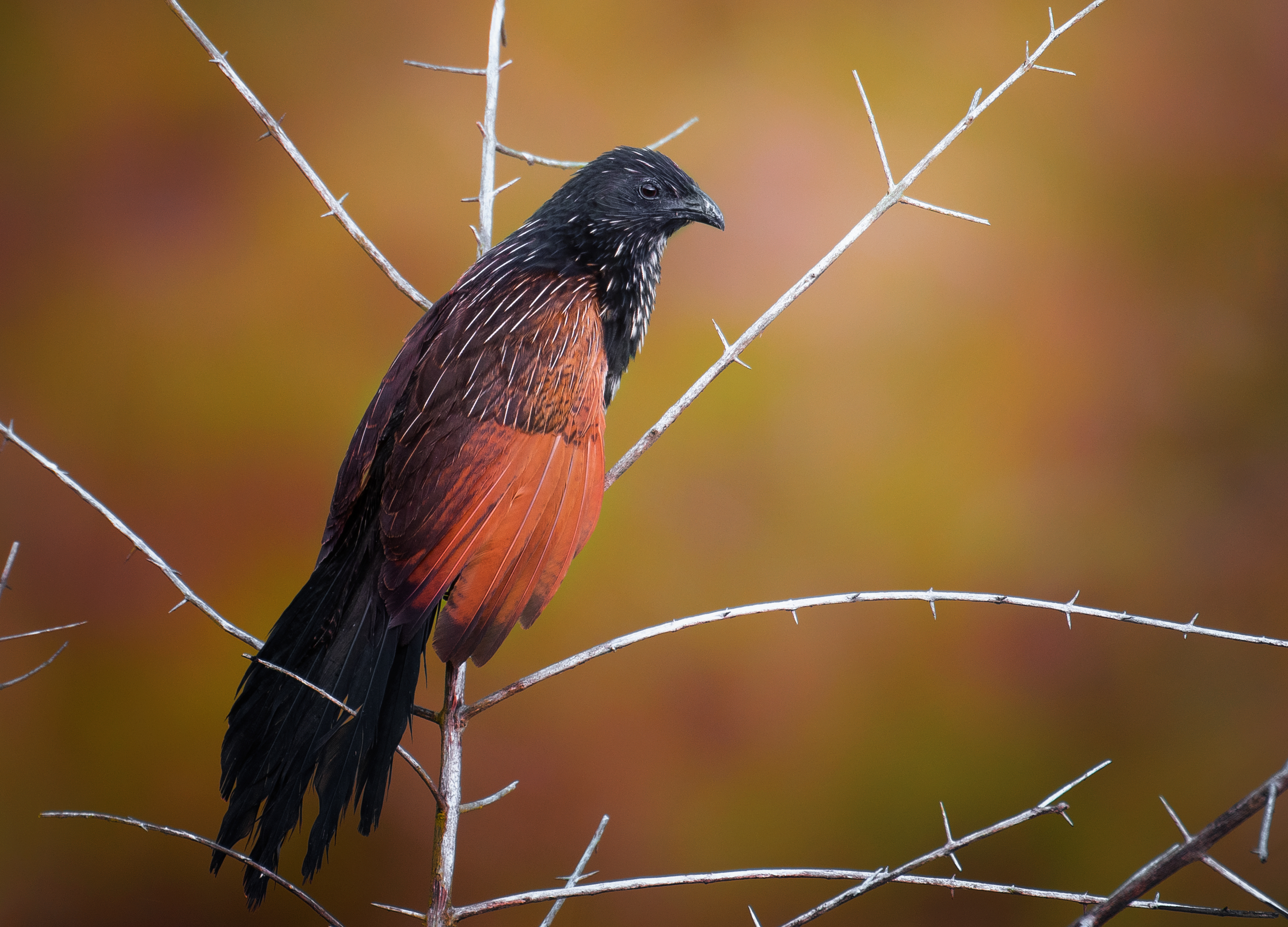
Малий коукал (Філіппіни)

Довжина птаха становить 31-34 см. Самиці є дещо більшими за самців. Під час сезону розмноження забарвлення переважно коричневе, за виннятком рудувато-коричневих крил. Райдужки червонувато-карі або карі, дзьоб і лапи чорні. Кіготь на задньому пальці довший, ніж у інших представників роду. Під час негніздового періоду пера на спині, голові і крилах мають білуваті стрижні. Молоді птахи мають пеереважно рудувато-коричневе забарвлення паоцятковане білими смужками, пера на голові у них мають білі стрижні.

## Підвиди
Виділяють шість підвидів:
- C. b. bengalensis (Gmelin, JF, 1788) — від Північної Індії і Непалу до М'янми, Таїланду і Індокитаю, локально в Західних Гатах;
- C. b. lignator Swinhoe, 1861 — південий і південний схід Китаю, острови Хайнань і Тайвань;
- C. b. javanensis Dumont, 1818 — Малайський півострів, Суматра, Ява, Калімантан, Палаван і сусідні острови, архіпелаг Сулу.;
- C. b. philippinensis Mees, 1971 — Філіппінський архіпелаг (за винятком Палавану і островів Сулу);
- C. b. sarasinorum Stresemann, 1912 — Сулавесі, острови Сангіхе[en] і Талауд[en], Малі Зондські острови;
- C. b. medius Bonaparte, 1850 — Молуккські острови (за винятком островів Кай[en]).

## Поширення і екологія
Малі коукали мешкають в Індії, Непалі, Бутані, Бангладеш, Китаї, М'янмі, Таїланді, Лаосі, В'єтнамі, Камбоджі, Малайзії, Індонезії, Брунеї, на Філіппінах, Тайвані і Східному Тиморі. Вони живуть на луках, в чагарникових, бамбукових і очеретяних заростях та на болотах. Зустрічаються пподинці або парами, на Малайському півострові на висоті до 1500 м над рівнем моря, в Гімалаях на висоті до 1800 м над рівнем моря, на Калімантані на висоті до 2000 м над рівнем моря. Живляться комахами, павуками та іншими безхребетними, а також дрібними ящірками. Сезон розмноження в Індії триває з травня по вересень, а Малайзії з грудня по лютий. Гніздо куполоподібне з бічним входом розміщується в чагарниках або високій траві, на висоті до 1,5 м над землею. В кладці від 2 до 4 білих яєць. За пташенятами доглядають і самиці, і самці.